# Dobera loranthifolia
Dobera loranthifolia är en tvåhjärtbladig växtart som beskrevs av Otto Warburg och Hermann August Theodor Harms. Dobera loranthifolia ingår i släktet Dobera och familjen Salvadoraceae. Inga underarter finns listade i Catalogue of Life.